# 레이디티
레이디티(Lady T, LT)는 골프를 테마로 하는 대한민국의 트로트 걸그룹이다. 2014년 데뷔 이후 첫 멤버교체가 이뤄졌고 2019년 이현주(현재 연예진)가 합류하면서 3기가 성립했다. 리더 황인주는 초대 멤버이면서 현재 7기 까지 활동하고 있다. 섹시큐티를 담당하는 박민영은 2022년 4월 합류했고, 팀 막내 메인보컬 박하은은 2021년 솔로로 활동을 시작했다가 2022년 6월 레이디티에 합류했다. 큐티섹시를 담당하는 맏언니 지우는 2022년 레이디티에 합류했다.  2023년 기준으로 황인주(인주), 박민영(민영), 박하은(하은), 지우가 7기 멤버이다. 초기에는 5인조였으나 현재는 4인조로 활동하고 있다. 화려한 비주얼과 실력, 퍼포먼스를 고루 갖추며 트로트에 새 바람을 불어넣는 '차세대 트로트 퀸'으로 주목을 받고 있다.

## 활동

### 2014년 데뷔 《땡그랑》
2014년 7월 9일 골프를 위한, 골프에 의한, 새로운 문화의 맞춤형 5인조 트로트 걸그룹 '레이디 T'(Lady T)가 가요계에 출사표를 던졌다. ‘레이디 T’는 골프를 테마로 한 트로트 걸그룹으로, 5인의 멤버 전원이 탄탄한 골프 실력까지 겸비해 더욱 눈길을 끌고 있다. ‘레이디 T’의 멤버 선호빈, 원혜련, 황인주, 최미정, 예진은 다양한 분야에서 활동해온 예비 스타이다. KBS 공채 20기 탤런트 출신인 선호빈은 1집 앨범 《엠 사이코걸스》를 냈던 실력파로서 《고향역》,《부모님 전상서》,《두번째 프로포즈》,《백만송이 장미》등 다수의 드라마에서 연기를 하기도 했다. 무용이 특기인 원혜련은 늘씬한 S라인을 자랑하며 방송 리포터와 쇼핑 호스트, 그리고 웨딩 모델 등 다양한 끼를 갖고 있다. 황인주는 지난 2008년 MBC 합창단에서 활동했으며 남진, 주현미, 현철, 조항조 등의 콘서트에서 코러스 세션으로 활약했다. 멤버 최미정은 판소리, 민요가 장기이다. 2012년 제12회 공주 박동진 판소리 명창 명고대회 신인부 우수상, 2012년 제6회 황산벌 판소리 명창 명고대회 신인부 우수상, 2013년 제12회 새만금 전국 판소리 무용 경연대회 신인부 우수상 등 화려한 이력을 갖고 있다. 골프 외에 요가가 특기인 예진은 ‘LG싸이언 휴대폰’ ‘커버퀸’ 등 다수의 CF와 《마이웨딩》 잡지 모델과 방송에서 활동했다. ‘레이디 T’가 선보일 노래는 골프를 소재로 한 가사와 트로트 장르로 선보이는 〈땡그랑〉이라는 신곡이다. 특히 중독성 강한 후크송으로 누구나 쉽게 따라 부를 수 있고 경쾌하다. 가사를 살펴보면 골프의 희로애락의 내용을 담고있다.

### 역대 멤버
- 1기 : 선호빈, 원혜련, 황인주, 최미정, 예진
- 2-1기 : 인주(황인주), 혜은, 은지, 혜련, 호빈
- 2-2기 : 우예, 미경(신미경), 인주(황인주), 영원(지영원)
- 3기[3] : 인주(황인주)(리더), 현주(이현주)[4](메인보컬), 효라(임효라), 안나
- 6기(2022년 4월 ~ ) : 황인주, 박민영, 박하은, 강다은
- 7기[5](2023년 1월 ~ ) : 황인주(리더), 박민영, 박하은(메인보컬), 지우

## 음반
- 2014년 싱글 땡그랑
- 2015년 바보 Boy
- 2016년 복 받을 거예요
- 2019년 꾸나꾸나

## TV
- 2023.03.12. KBS 1TV 《전국노래자랑》 목포시편, 〈있을 때 잘해〉
- 2023.04.29. G1방송 《전국 TOP 10 가요쇼》940회 '철원 대한가수협회 특집' (철원 남종현센터),〈있을 때 잘해〉,〈청춘열차〉
- 2023.04.26. 실버아이TV 《동후, 향기의 속 보이는 방송 베짱이쇼》 45회 ,〈청춘열차〉,〈있을 때 잘해〉,〈사랑의 전화기〉,〈레이디티 메들리: 노래방, 보고싶다 내사랑, Proud Mary〉
- 2023.05.03. MBC 《가요베스트》 '2023 담양대나무축제 축하공연' (담양 추성경기장), 〈있을 때 잘해〉

## 라디오
- 2023.02.15. TBN강원교통방송 《TBN 차차차》 수요데이트, 〈청춘열차〉,〈있을 때 잘해〉,〈레이디티 메들리: 노래방, 보고싶다 내사랑, Proud Mary〉,〈메들리: 울고 넘는 박달재, 처녀 뱃사공, 잘 있어요〉,클로징〈복받을거에요〉

## 수상
- 2018년 《대한민국 연예예술상》 트로트 걸그룹상

## 공연
- 2019.09.30. ~ 10.03. 《MU:CON 2019》(코엑스 일대)

## 행사
- 2023.04.13. 익산농협 《제2회 조합원 한마음대축제 - 가요열전》 축하공연(팔봉공설운동장 실내체육관),〈청춘열차〉,〈있을 때 잘해〉
- 2023.04.30. 《제14회 옥천참옻축제》(옥천향수공원)
- 2023.05.07. 《2023 담양대나무축제 폐막공연》